# Monsieur Pierre geht online
Monsieur Pierre geht online (Originaltitel: Un profil pour deux) ist eine französische Filmkomödie.

## Handlung
Pierre lebt in Paris, ist verwitwet und ein alter Griesgram. Er trauert seiner verstorbenen Frau nach und will Veränderungen vermeiden. Um Pierre zurück ins Leben zu holen, engagiert seine Tochter Sylvie den Freund ihrer Tochter Juliette, den erfolglosen Schriftsteller Alex. Er soll Pierre das Internet näherbringen. Dies geht schleppend voran, bis er ein Datingportal kennenlernt. Dort wird er mit romantischen Texten anonym zum Verführer. Er verabredet sich mit der Belgierin Flora. Da er zu alt für sie ist, schickt er ein Foto von Alex und trifft eine Verabredung. Da Alex Geld braucht, geht er darauf ein. Pierre und Alex reisen nach Brüssel. Flora verliebt sich in Alex und verbringt die Nacht mit ihm. Sie will ihn in Paris besuchen, und Pierre bietet ihr seine Wohnung als Unterkunft an, in der auch Alex wohne. Als dort auch Sylvie mit ihrer Tochter erscheint, stellt Pierre diese als Alex’ Schwester vor. Wie von Pierre beabsichtigt, denken die beiden, Flora sei seine Freundin, und es hört sich an, als hätten sie Sex.
Am Bahnhof entdeckt Flora auf einem Werbeplakat das Foto der Frau, die angeblich Alex’ verstorbene Frau sein soll, und sie stellt den Kontakt zu den Männern ein. Diese treffen sich ungeplant in Brüssel vor Floras Wohnung. Sie erklärt, dass sie Pierre aufgrund seiner poetischen Ader liebt. Flora und Alex werden ein Paar, und auch Pierre findet eine neue Liebe.

## Produktion
Der Film feierte Premiere in Frankreich am 19. Januar 2017 auf dem Festival international du film de comédie de l’Alpe d’Hue und kam am 12. April 2017 in die Kinos.
In Belgien feierte er am 17. Februar 2017 auf dem Festival international du film de Mons Premiere und am 18. April 2017 in den Kinos.
In Deutschland kam er am 22. Juni 2017 in die Kinos. Die Erstausstrahlung im deutschen Free-TV erfolgte im Rahmen des ARD-Sommerkinos am 30. Juli 2019.

## Synchronisation
Die Synchronisation fand nach dem Buch und unter der Regie von Beate Klöckner bei der TaunusFilm Synchron statt.
| Schauspieler         | Synchronsprecher | Rolle             |
| -------------------- | ---------------- | ----------------- |
| Pierre Richard       | Axel Lutter      | Pierre            |
| Yaniss Lespert       | Konrad Bösherz   | Alex              |
| Fanny Valette        | Maja Maneiro     | Flora             |
| Stéphane Bissot      | Almut Zydra      | Sylvie            |
| Stéphanie Crayencour | Anna Grisebach   | Juliette          |
| Gustave Kervern      | Michael Iwannek  | Bernard           |
| Pierre Kiwitt        | Julien Haggège   | David             |
| Philippe Chaine      | Sven Gerhardt    | Frédéric Selinger |
| Laurence Weitzig     | Mareile Moeller  | Dauphine          |
| Arthur Defays        | Daniel Gärtner   | Simon             |
| Macha Méril          | Sabina Trooger   | Marie             |

## Rezeption
„„Monsieur Pierre geht online“ ist eine clever ins Internetzeitalter herübergerettete Version des alten „Cyrano de Bergerac“-Themas, bei der nicht nur nostalgische Pierre-Richard-Fans auf ihre Kosten kommen.“

„Eine um die sympathische Altersrolle für Pierre Richard entwickelte Komödie, der nach originellem Anfang zusehends die Einfälle ausgehen. Auch findet der Film keine rechte Haltung zur „unbotmäßigen“ Begierde des alten Mannes und rettet sich in ein unverbindliches Happy End.“

„Schon klar, so etwas geht nicht im Feel-Good-Kino, ein alter Zausel muss ein alter Zausel und für die jungen Frauen müssen die jungen Männer zuständig bleiben. Aber schade ist es doch, dass „Monsieur Pierre geht online“ sein subversives Potenzial so sehr vergeigt.
An Pierre Richard liegt das allerdings nicht. Ihm kann man sich immer noch bedenkenlos ergeben. Man muss nicht einmal das Licht ausmachen dafür. Unbedingt ansehen.“

„Der unübersehbare Haken dieser fein ausgetüftelten Komödie ist leider die faktische Grausamkeit, mit der die Spießgesellen die gutwillige Flora hinters Licht führen – obwohl das Drehbuch alles tut, um dieses miese Verhalten ins Versöhnliche zu drehen. Eingedenk realer Dating-Scams bekommt man Gänsehaut angesichts der Vertrauensseligkeit, mit der Flora sich auf Alex einlässt. Die bildhübsche Frau, die sich in Alex und damit unwissentlich auch in dessen Ghostwriter verliebt, ist eine Männerfantasie, ein Männerwitz – und Richard übrigens für seinen Part zu alt.“

Die Filmbewertungsstelle vergab das Prädikat „besonders wertvoll“ und schrieb: „Im bewährten Stil der französischen Beziehungskomödie entdeckt MONSIEUR PIERRE GEHT ONLINE den legendären Komiker Pierre Richard in einer tragikomischen Rolle neu. In treffenden Dialogen und charmanten Charakterzeichnungen erzählt er zugleich von den Tücken des Alterns wie auch von der Komplexität menschlichen Begehrens. Dabei werden die verschiedenen filmischen Ebenen dramaturgisch gut integriert. Starke Schauspielerleistungen, - vor allem ein willkommenes Wiedersehen mit Pierre Richard, einer französischen Schauspielikone der späten 1970er Jahre – vermitteln die zweifellos überkonstruierte Handlung, die massiv auf Lügen basiert, auf überraschend eindringliche Weise.“